# Final da Copa América de 2024
A final da Copa América de 2024 foi uma partida de futebol para determinar os vencedores da Copa América de 2024. A partida foi a 48.ª final da Copa América, um torneio quadrienal disputado pelas seleções masculinas das associações-membro da CONMEBOL. A edição também contou com equipes da CONCACAF e foi sediada nos Estados Unidos. A partida foi realizada no Hard Rock Stadium em Miami Gardens, Flórida, em 14 de julho de 2024.
Marcado inicialmente para ás 20h do horário de Miami, o jogo foi adiado para ás 21h15 devido a um tumulto entre torcedores e policiais no lado de fora do estádio. A partida, no entanto, só começou a ser jogada ás 21h22.

## Local
O Hard Rock Stadium em Miami Gardens, Flórida, perto da cidade de Miami, sediará a final. Foi confirmado como anfitrião em 20 de novembro de 2023. Os Estados Unidos foram anunciados como anfitriões em janeiro de 2023; o país já havia sediado a Copa América Centenário, em 2016, com a final disputada no MetLife Stadium em East Rutherford, Nova Jérsei, perto de Nova Iorque. O Hard Rock Stadium é principalmente a casa do Miami Dolphins da National Football League e tem uma superfície de grama e 65 000 assentos. Foi inaugurado, em 1987, e passou por grandes reformas de 2015 a 2017 que adicionaram um telhado e outros recursos. O estádio também é um local anfitrião da Copa do Mundo FIFA de 2026.

## Caminho para a final
| Pos | Equipe    | Pts | J | V | E | D | GP | GC | SG | Classificado     |
| --- | --------- | --- | - | - | - | - | -- | -- | -- | ---------------- |
| 1   | Argentina | 9   | 3 | 3 | 0 | 0 | 5  | 0  | +5 | Quartas de final |
| 2   | Canadá    | 4   | 3 | 1 | 1 | 1 | 1  | 2  | −1 | Quartas de final |
| 3   | Chile     | 2   | 3 | 0 | 2 | 1 | 0  | 1  | −1 | Eliminado        |
| 4   | Peru      | 1   | 3 | 0 | 1 | 2 | 0  | 3  | −3 | Eliminado        |

| Pos | Equipe     | Pts | J | V | E | D | GP | GC | SG | Classificado     |
| --- | ---------- | --- | - | - | - | - | -- | -- | -- | ---------------- |
| 1   | Colômbia   | 7   | 3 | 2 | 1 | 0 | 6  | 2  | +4 | Quartas de final |
| 2   | Brasil     | 5   | 3 | 1 | 2 | 0 | 5  | 2  | +3 | Quartas de final |
| 3   | Costa Rica | 4   | 3 | 1 | 1 | 1 | 2  | 4  | −2 | Eliminado        |
| 4   | Paraguai   | 0   | 3 | 0 | 0 | 3 | 3  | 8  | −5 | Eliminado        |

## Partida
A partida estava programada para começar às 21h00 (horário de Brasília). No entanto, teve de ser adiada devido a incidentes nas entradas do Hard Rock Stadium, quando os torcedores tentaram forçar a entrada no estádio sem ingresso. Em um primeiro momento, eles tentaram ser contidos pelos agentes de segurança, que fecharam as entradas do estádio, mas acabaram cedendo à pressão dos torcedores e permitiram a entrada de todos os espectadores, independentemente de terem ingressos ou não, o que provocou aglomerações nos saguões, engarrafamentos nas áreas de acesso e superlotação. Por fim, apesar dos riscos de insegurança decorrentes da situação, a partida foi disputada a partir das 22:22 horas, com 82 minutos de atraso.
A cantora Shakira fez um set de sete minutos durante o intervalo da partida. Assim o intervalo foi de 25 minutos, não os 15 minutos regulamentares. Pelo show, recebeu 2 milhões de dólares.
| 14 de julho | Argentina        | 1 – 0 (pro)                               | Colômbia | Hard Rock Stadium, Miami Gardens           |
| 22:15       | L. Martínez 112' | Relatório (CONMEBOL) Relatório (CONCACAF) |          | Público: 65 300 Árbitro: BRA Raphael Claus |

| . | Argentina | Colômbia | . |

| GK             | 23 | Emiliano Martínez   |      |      |
| RB             | 4  | Gonzalo Montiel     |      | 72'  |
| CB             | 13 | Cristian Romero     |      |      |
| CB             | 25 | Lisandro Martínez   |      |      |
| LB             | 3  | Nicolás Tagliafico  |      |      |
| RM             | 11 | Ángel Di María      |      | 117' |
| CM             | 7  | Rodrigo de Paul     |      |      |
| CM             | 24 | Enzo Fernández      |      | 97'  |
| LM             | 20 | Alexis Mac Allister | 61'  | 97'  |
| CF             | 10 | Lionel Messi        |      | 66'  |
| CF             | 9  | Julián Álvarez      |      | 97'  |
| Substituições: |    |                     |      |      |
| FW             | 15 | Nicolás González    |      | 66'  |
| DF             | 26 | Nahuel Molina       |      | 72'  |
| FW             | 22 | Lautaro Martínez    |      | 97'  |
| MF             | 5  | Leandro Paredes     |      | 97'  |
| MF             | 16 | Giovani Lo Celso    | 118' | 97'  |
| DF             | 19 | Nicolás Otamendi    |      | 117' |
| Treinador:     |    |                     |      |      |
| Lionel Scaloni |    |                     |      |      |

| GK             | 12 | Camilo Vargas       |      |      |
| RB             | 4  | Santiago Arias      |      |      |
| CB             | 23 | Davinson Sánchez    |      |      |
| CB             | 2  | Carlos Cuesta       |      |      |
| LB             | 17 | Johan Mojica        |      |      |
| CM             | 6  | Richard Ríos        |      | 89'  |
| CM             | 16 | Jefferson Lerma     |      | 106' |
| CM             | 11 | Jhon Arias          |      | 106' |
| RF             | 10 | James Rodríguez     |      | 91'  |
| CF             | 24 | Jhon Córdoba        | 27'  | 89'  |
| LF             | 7  | Luis Díaz           |      | 106' |
| Substituições: |    |                     |      |      |
| FW             | 19 | Rafael Santos Borré |      | 89'  |
| MF             | 5  | Kevin Castaño       |      | 89'  |
| MF             | 20 | Juan Quintero       |      | 91'  |
| MF             | 15 | Mateus Uribe        |      | 106' |
| FW             | 9  | Miguel Borja        | 115' | 106' |
| MF             | 8  | Jorge Carrascal     |      | 106' |
| Treinador:     |    |                     |      |      |
| Néstor Lorenzo |    |                     |      |      |

| Homem do Jogo: Bandeirinhas: Bruno Pires Rodrigo Correa Quarto árbitro: Juan Benítez Quinto árbitro: Eduardo Cardozo Árbitro assistente de vídeo: Rodolpho Toski Árbitros assistentes de árbitro de vídeo: Danilo Manis Daniel Nobre Pablo Gonçalves |